# Maren Hammerschmidtová
Maren Hammerschmidtová (* 24. října 1989, Winterberg) je německá biatlonistka, mistryně světa z ženské štafety na šampionátu v roce 2017 v rakouském Hochfilzenu a bronzová medailistka ze stejné disciplíny na šampionátu v roce 2016 v norském Oslu. Je taky několikanásobnou medailistkou z juniorských šampionátů.
Jejím dosavadním největším individuálním úspěchem ve světovém poháru jsou dvě druhá místa ze sprintu a stíhacího závodu v rakouském Hochfilzenu. V závodu smíšených dvojic ve světovém poháru ve švédském Östersundu ze stejné sezóny obsadila společně s Danielem Böhmem 3. místo. S německou ženskou štafetou dále dokázala zvítězit v pěti závodech.

## Výsledky

### Olympijské hry a mistrovství světa
Hammerschmidtová je dvojnásobnou účastnící Mistrovství světa v biatlonu a to v norském Oslu a rakouském Hochfilzenu. Jejím nejlepším výsledkem v závodech jednotlivců je 7. místo z vytrvalostního závodu z Hochfilzenu. S německou ženskou štafetou ve složení Franziska Preussová, Franziska Hildebrandová a Laura Dahlmeierová získala bronzové medaile na šampionátu v Oslu. Toto umístění dokázala následující rok v Hochfilzenu ještě vylepšit, když se s Vanessou Hinzovou, Franziskou Hildebrandovou a Laura Dahlmeierovou staly mistryněmi světa.
| Sezóna  | D   | Místo         | SP  | SZ  | HZ | IZ  | ŠT | SŠT | Věk    |
| ------- | --- | ------------- | --- | --- | -- | --- | -- | --- | ------ |
| 2015/16 | MS  | Oslo          | –   | –   | –  | 27. | 3. | –   | 26 let |
| 2016/17 | MS  | Hochfilzen    | 55. | 40. |    | 7.  | 1. | –   | 27 let |
| 2017/18 | ZOH | Pchjongčchang | –   | –   | –  | 17. | –  | –   | 28 let |

Poznámka: Výsledky z mistrovství světa se započítávají do celkového hodnocení světového poháru, výsledky z olympijských her se dříve započítávaly, od olympijských her v Soči 2014 se nezapočítávají.

### Juniorská mistrovství
Zúčastnila se tří juniorských šampionátů v biatlonu. Celkově na těchto šampionátech získala tři zlaté medaile, z toho dvě byly individuální a jednu vybojovala se štafetou, k tomu ještě přidala jednu bronzovou medaili ze štafet.
| Sezóna  | D   | Místo      | SP | SZ  | IZ  | ŠT | Věk    |
| ------- | --- | ---------- | -- | --- | --- | -- | ------ |
| 2007/08 | MSJ | Ruhpolding | 1. | 9.  | 32. | 1. | 18 let |
| 2008/09 | MSJ | Canmore    | 7. | 10. | 11. | –  | 19 let |
| 2009/10 | MSJ | Torsby     | 1. | 4.  | 21. | 3. | 20 let |

## Vítězství v závodech světového poháru

### Kolektivní
| Datum:            | Místo:                     | Disciplína: |
| ----------------- | -------------------------- | ----------- |
| 11. prosince 2016 | Pokljuka, Slovinsko        | štafeta     |
| 12. ledna 2017    | Ruhpolding, Německo        | štafeta     |
| 22. ledna 2017    | Anterselva, Itálie         | štafeta     |
| 17. února 2017    | Hochfilzen, Rakousko (MS)  | štafeta     |
| 5. března 2017    | Pchjongčchang, Jižní Korea | štafeta     |
| 10. prosince 2017 | Hochfilzen, Rakousko       | štafeta     |

#### Profily
- Obrázky, zvuky či videa k tématu Maren Hammerschmidtová na Wikimedia Commons
- (německy) Oficiální webové stránky Maren Hammerschmidtové
- Maren Hammerschmidtová v databázi Mezinárodní biatlonové unie (anglicky)
- Maren Hammerschmidtová na Facebooku
- Maren Hammerschmidtová na Instagramu